# Millettia bonatiana
Millettia bonatiana är en ärtväxtart som beskrevs av Renato Pampanini. Millettia bonatiana ingår i släktet Millettia och familjen ärtväxter. Inga underarter finns listade i Catalogue of Life.